# Anexartiti Dimokratiki Vouleftes
Die Anexartiti Dimokratiki Vouleftes (griechisch Ανεξάρτητοι Δημοκρατικοί Βουλευτές Α.ΔΗ.Β.) waren eine Gruppe mit Fraktionsstatus im  griechischen Parlament, die am 21. November 2013 gegründet wurde.
Die Fraktion wurde von unabhängigen Abgeordneten gegründet, die ursprünglich einer der Parteien Nea Dimokratia, PASOK, ANEL und DIMAR angehörten.